# 建築コンサルタント
建築コンサルタント（けんちくコンサルタント）とは、建築コンサルティングという方式で建築に関する相談に応じる専門家および専門家集団。建築士事務所や土地家屋調査士事務所などが、コンストラクション・マネジメント、補償コンサルタント、店舗コンサルタント、環境マネジメント、各種不動産業務、建築積算事務などを兼業している場合に、職能名称として名乗ることが多い。
このほか、「住生活エージェント」、「住環境アドバイザー」という名称で、地域密着の住宅会社を支援する「住宅コンサルタント」というスタイルを採ったり、バリアフリーデザインなど、個別の事例に関してアドバイスするといったスタイルの建築コンサルタントもあり、業務スタイルはそのコンサルタントによって様々である。

## 概要
建築に関するコンサルティング会社が台頭した背景として、建築施工に対しコンストラクション・マネジメントを採用する法人顧客の増加があげられる。
建築設計などは本来、顧客へのローンの相談、資金調達などのプランニング、土地の確保・調査など、細かなニーズをつかみながら行われるのであるが、例えば当初予算をオーバーする設計成果、施主の意見希望が通らない、さらに設計打ち合せなどや建築着工からは更に手間隙がかかり、着工、工期が遅れる等などのトラブルを抱えたり、また、建売住宅のトラブル、竣工に際してのトラブルや日照紛争、ビル耐震補強、公団住宅建て替え、マンション関連の相談などといった、昨今の増え続ける建築紛争に関する事項などが背景として挙げられる。
建築コンサルタントは建築士事務所同様、あくまで顧客の立場に立った公正・中立な立場をとる。その上で建築に関するサービスを提供する。したがって、他の企業などと一切の資本関係を持たない立場で運営を行っている。顧客の細かなニーズに応えながら、よりよい建築をより安価に提供することを可能にするため、建設会社の関連でも住宅メーカーでも建築設計事務所でもないコンサルタントも多い。宣伝広告費や営業人件費が経費として建築の価格に撥ね返るが、コンサルティングで造る場合、この経費を一切住宅価格に上乗せする必要がなく、実際住宅ならば、メーカーや建築会社等の販売住宅価格より同じ仕様や設備でありながらも割安になることもある。　

## 事例
建築に関するコンサルティング業務の事例として、下記のような業務内容に主に分類される。
建築設計コンサルタント業務
例えば、建築の設計施工一括請負業者を、コンサルタント会社が勧める現地の業者の中から指定し、顧客とその業者との間で直接契約をする場合もある。その場合はコンサルタントとして、下記のように顧客と請負業者の間の連絡やアドバイスを行いバックアップする方法になる。 
- 設計施工一括請負業者の紹介並びに請負業者からの図面、その他書類についての教示説明
- 室内装飾、水道関係器具、照明関係器具など、内装や設備その他選択アドバイス
- 各種支払いの案内、手伝い、手続きの代行
- 顧客と請負業者間の連絡・仲介
- 請負業者の工事状況の確認・指導・報告

顧客が求める内容に対して、多くのツールを活用し、探し当てるなど、その際内装インテリアなどのデザインだけにとどまらず、コンストラクションマネージャーとしてのデザインや質の向上、余分コストの低減までをも実現させることに努める。近年では、コーポラティブハウスづくりの際や共同建て替え等のサポート・コーディネートなども行われている。
コストアドバイス・コストプランニング
顧客が建築工事のコストや工程に対し、より透明化を感じ納得するようプロジェクトマネージメント、コンストラクションマネージメント技術を用いて、コンシェルジュ的に建築の仕組みを解説するほか、既存の設計図書のコスト見なおし・バリューエンジニアリングなども行う。
- 基本設計段階における建築主・建築家に対するコストアドバイス（コストプランニング概算工事費の算出）
- 建築物のコスト計画に伴う各種資料の作成
- その他件建築物のコストに関する各種コンサルタント業務

施主検査に立会うサービス
建築検査、建物検査、施工検査、地盤調査、購入予定物件調査報告などの建築に関する各種調査
耐震診断士やホームドクター的なコンサルティングの場合
建物診断に伴う耐震診断や耐震設計コンサルティング
竣工物件に対する点検。履行確認等の各種コンサルティング
その他建物に関する各種調査（不具合、騒音、振動、水漏れ、雨漏り等）
建築の補修、修繕に関するコンサルティング
古民家の再生、町家再生等のコンサルティング
不動産コンサルティングの場合
不動産の売買、賃貸借管理およびこれらの仲介
建築ローンの相談・土地探し等のコンサルティング
中古住宅購入や住宅新築の際の各種コンサルティング
各種建築申請業務の代行および建築積算業務コンサルティングの場合
数量調書・内訳明細書に基づく公開入札用図書作成・配布
公開入札の代行業務
入札金額分析比較や見積査定
設計変更に関わる工事費の予測および調整
内覧会同行チェック
物件購入の際に一般人では見つけにくい施工不良箇所や施工精度を建築士などの建築に関して、経験豊富な専門家が内覧会などに立会い・同行し、検査を行うなど。
リフォーム等のサポート
住宅、マンションその他建物の瑕疵担保検査 施工物件の施工品質管理サービス
リフォーム竣工物件の完了品質保証
建て替えに際しての各種サポート
マンション管理組合向け建築コンサルティングサービス（大規模修繕工事コンサルティング、鉄部塗装工事コンサルティング、特殊建築物定期報告、権利者合意形成など）
ビルオーナーなどへの、建築物順法性調査や用途変更・コンバージョンなど